# Lista catedralelor din Rusia
Această listă recenzează  catedrale din Rusia .

## Listă (incompletă)

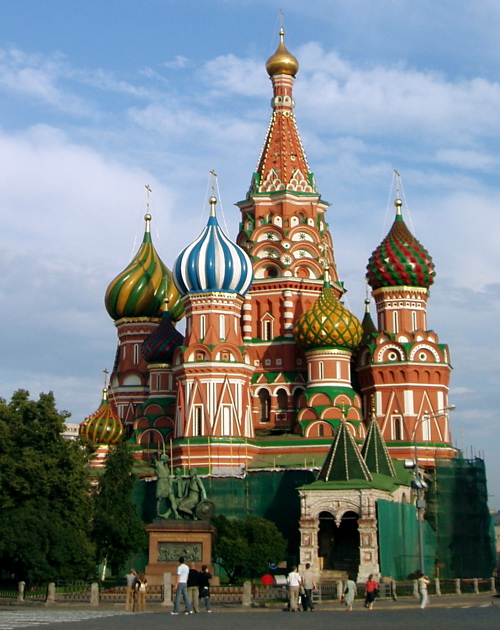
Catedrala Sfântul Vasile, din Piața Roșie de la Moscova.

- Catedrala Hristos Mântuitorul, la Kaliningrad (ortodoxă)
- Catedrala din Königsberg, la Kaliningrad. Mai întâi romano-catolică (între 1333 și 1525), apoi luterană (din 1525 până în 1945), iar în prezent este un centru cultural.
- Catedrala Adormirea Maicii Domnului din Moscova la Kremlinul din Moscova
- Catedrala Adormirea Maicii Domnului din Omsk
- Catedrala Bunavestire la Kremlinul din Moscova
- Catedrala Sfântul Arhanghel Mihail la Kremlinul din Moscova
- Catedrala Hristos Mântuitorul, din Moscova (ortodoxă)
- Catedrala principală a forțelor armate ruse din Moscova (ortodoxă)
- Catedrala Neprihănitei Zămisliri din Moscova (catolică)
- Catedrala Maica Domnului din Kazan, la Moscova (ortodoxă)
- Catedrala Sfântul Vasile, în Piața Roșie, la Moscova (ortodoxă)
- Catedrala Sfânta Sofia,la Novgorod (ortodoxă)
- Catedrala Sfântul Isaac, la Sankt Petersburg (ortodoxă)
- Catedrala Maica Domnului din Kazan, la Sankt Petersburg (ortodoxă)
- Catedrala Sfinții Petru și Pavel, la Sankt Petersburg (ortodoxă)
- Catedrala Mântuitorul Însângerat, la Sankt Petersburg (ortodoxă)
- Catedrala Adormirea Maicii Domnului, la Sankt Petersburg (catolică)
- Catedrala Adormirea Maicii Domnului din Vladimir (ortodoxă)